# FN-huset i New York
FN-huset i New York är en 154 meter hög skyskrapa och Förenta nationernas högkvarter. Byggnaden är belägen i Turtle Bay i området Midtown i Manhattan i New York. Platsen där byggnaden står anses vara FN-territorium, men är även en del av USA. Det är den första byggnaden i New York med en fasadkonstruktion av curtain wall-typ.
FN-huset ligger på East Rivers västra strand.